# مؤتمر القوى السياسية والمدنية السودانية
مؤتمر القوى السياسية و المدنية السودانية أو ما عُرف ب "مؤتمر الأزمة السودانية" هو مؤتمر عقدته مصر العاصمة الإدارية الجديدة بالقاهرة لمناقشة الأزمة السودانية و التوصّل إلى توافق لإنهاء الصراع و حقن دماء الشعب السوداني و مساندته.

## المناقشات و الاتفاقات
افتتح يوم السبت و الأحد الموافقان 6 يوليو و7 يوليو 2024 مؤتمر القوى السياسية والمدنية السودانية بالقاهرة تحت عنوان "معاً لوقف الحرب في السودان" لمناقشة فرقاء السودان للأزمة السودانية و وقف الحرب التى دامت أربعة أشهر بين القوات المسلحة السودانية و قوات الدعم السريع. و نصت أجندة النقاشات على النقاط التالية:
- وقف إطلاق النار و بدء المفاوضات لإنهاء الحرب
- حماية قوافل المساعدات و تسهيل دخولها للسودان عبر الممرات و المعابر
- رجوع اللاجئين و النازحين إلى مدنهم
- تلبية طموحات وتطلعات الشعب السوداني في الأمن والرخاء والاستقرار والديمقراطية عن طريق تشكيل لجان ممثلة للأطراف السودانية

## التحفظات
عُقِد المؤتمر وسط كثير من التحفظات حيث تم مراعاة التوازنات على ضفتي المشهد السوداني، إذ شملت القوى المساندة للجيش (تنسيقية القوى الديمقراطية المدنية) و(الكتلة الديمقراطية) "تقدم" المؤيدة لقوات الدعم السريع و التي تبدي تحفظاً في الحوار المباشر والجلوس على طاولة واحدة مع تنسيقية القوى الديمقراطية المدنية.

## المشاركين
فيما يلي المشاركين:
- وزير الخارجية المصرية
- رئيس المخابرات العامة المصرية
- وزير الخارجية تشاد
- عبدالله حمدوك رئيس هيئة القوى المدنية الديمقراطية
- فضل الله برمة ناصر رئيس حزب الأمة
- مبارك الفاضل رئيس حزب الأمة
- باكر فيصل رئيس المكتب التنفيذي لحزب التجمع الاتحادي
- عمر الدقير رئيس حزب المؤتمر السوداني
- كامل بولاد رئيس حزب البعث
- الهادي إدريس قائد حركة تحرير السودان
- الطاهر حجر زعيم تجمع قوى تحرير السودان
- على الريح السنهوري زعيم حزب البعث العربي الاشتراكي
- جعفر الميرغني نائب رئيس الحزب الاتحادي الديمقراطي
- مني أركو مناوي رئيس حركة تحرير السودان
- مالك عقار رئيس الحركة الشعبية شمال
- جبريل إبراهيم قائد حركة العدل والمساواة
- محمد الأمين ترك رئيس المجلس الأعلى للبجا والعموديات المستقلة
- الأمين داؤود رئيس الجبهة الشعبية للتحرير والعدالة
- التجاني السيسي رئيس حزب التحرير
- السفير نور الدين ساتي
- الواثق كمير
- صديق أمبدة
- عالم عباس
- المحبوب عبدالسلام
- الشفيع خضر
- الأمم المتحدة
- الاتحاد الأفريقي
- جامعة الدول العربية
- الاتحاد الأوروبي

## نتائج المؤتمر
رُجِح نجاح المؤتمر في الخروج بوثيقة توافق سياسية تمثل مساراً موازياً لمسار التفاوض العسكري المتعطل و تعجيله، بشرط عدم تبادل الأطراف المشتركة التخوين و الاتهامات. و من نظرة أخرى كان الرأي أن المؤتمر ليس دلالة حاسمة على إنهاء الحرب بل تنوير لبناء إطار هادف و أسس قوية لحل الأزمة الإنسانية التى تكبدتها السودان و مواطنيها.